# Nukleotid

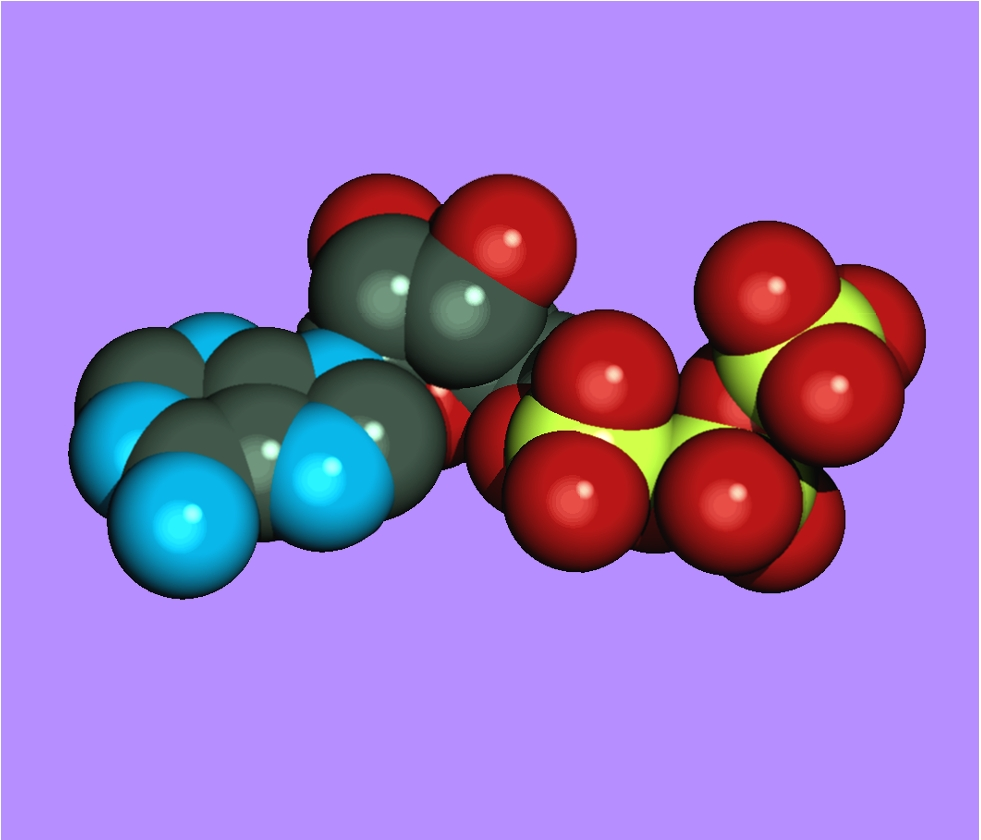
Adenosintrifosfát, jeden z nejvýznamnějších nukleotidů

Nukleotidy jsou fosforylované nukleosidy, tedy látky složené z nukleové báze (nejčastěji purinové nebo pyrimidinové), pětiuhlíkatého monosacharidu (ribóza nebo deoxyribóza) a jednoho nebo více zbytků kyseliny fosforečné. Jsou stavebními kameny nukleových kyselin a kofaktorů, které v buňce přenášejí energii, účastní se procesů biologických syntéz (mj. kondenzačních reakcí) a buněčné komunikace.

## Názvosloví
Názvosloví nukleotidů odpovídá stavbě daného nukleotidu: například adenosinmonofosfát je nukleotid skládající se z adenosinu, nukleosidu tvořeného bází adeninem a ribosou, a jednoho fosfátu.
Umístění fosfátové skupiny v nukleotidech se značí číslicí s čárkou ('). Například adenosin-3'-monofosfát znamená, že fosfátová skupina je navázána na třetím uhlíkovém atomu ribosy. Nejčastěji je fosforylován uhlík číslo 5, proto se v tomto případě označení vynechává. Adenosin-5'-monofosfát = adenosinmonofosfát.
Podle toho, zda obsahují nukleotidy ribózu nebo deoxyribózu, se rozlišují:
- ribonukleotidy
- deoxyribonukleotidy

### Zkratky názvů
Pro zjednodušení názvosloví byly zavedeny čtyř- nebo třípísmenné zkratky. První písmeno je malé a značí, jestli je součástí nukleotidu ribóza (nepíše se nic) nebo deoxyribóza (malé d). Je-li struktura nukleotidu cyklická, označuje se malým c (cyklický adenosin-3‘,5‘-monofosfát = cAMP) Druhé, velké písmeno označuje druh nukleové báze:
G: guanin
A: adenin
T: thymin
C: cytosin
U: uracil
Třetí a čtvrté písmeno určují počet fosfátových skupin (mono-, di-, tri-) a přítomnost fosfátu (P). Například deoxycytidintrifosfát má zkratku dCTP.

## Anhydridová vazba
Fosfátové skupiny v nukleosiddifosfátech a nukleosidtrifosfátech jsou navázané jedna za druhou anhydridovou vazbou. Ty jsou schopny přenášet funkční skupiny a při hydrolýze těchto vazeb se uvolní velké množství energie (Δ G < −30 kJ/mol). Proto jsou nukleotidy sloučeninami, které umožňují aktivaci reaktantů a průběh endergonických reakcí.

## Základní nukleotidy

### Ribonukleotidy
| adenosinmonofosfát AMP | adenosindifosfát ADP | adenosintrifosfát ATP |
| guanosinmonofosfát GMP | guanosindifosfát GDP | guanosintrifosfát GTP |
| uridinmonofosfát UMP   | uridindifosfát UDP   | uridintrifosfát UTP   |
| cytidinmonofostát CMP  | cytidindifosfát CDP  | cytidintrifosfát CTP  |

### Deoxyribonukleotidy
| deoxyadenosinmonofosfát dAMP | deoxyadenosindifosfát dADP | deoxyadenosintrifosfát dATP |
| deoxyguanosinmonofosfát dGMP | deoxyguanosindifosfát dGDP | deoxyguanosintrifosfát dGTP |
| deoxythymidinmonofosfát dTMP | deoxythymidindifosfát dTDP | deoxythymidintrifosfát dTTP |
| deoxycytidinmonofosfát dCMP  | deoxycytidindifosfát dCDP  | deoxycytidintrifosfát dCTP  |

## Koenzymy, jejichž součástí je nukleotid
- aktivní sulfát (adenosin-3'-fosfát-5'-fosfosulfát)
- aktivní methionin (S-adenosylmethionin)
- aminoacyladenyláty
- nikotinamidadenindinukleotid (NAD+)
- nikotinamidadenindinukleotidfosfát (NADP+)
- flavinadenindinukleotid (FAD)
- koenzym A – tvoří například acetylkoenzym A

## Podobné názvy
- Nuklid
- Nukleon